# Tabanus albicinctus
Tabanus albicinctus är en tvåvingeart som beskrevs av Schuurmans Stekhoven 1926. Tabanus albicinctus ingår i släktet Tabanus och familjen bromsar. Inga underarter finns listade i Catalogue of Life.